# Ochetostoma glaucum
Ochetostoma glaucum är en djurart som tillhör fylumet skedmaskar, och som först beskrevs av Elise Wesenberg-Lund 1957.  Ochetostoma glaucum ingår i släktet Ochetostoma och familjen Echiuridae. Inga underarter finns listade i Catalogue of Life.